# Guerra de Titanes (AAA)
Guerra de Titanes (AAA) es un evento de Lucha libre profesional que se da una vez al año, producido por AAA, gracias a su fundador Antonio Peña. Guerra de Titanes es uno de los cuatro grandes eventos de la lucha libre profesional mexicana, junto con Verano de Escándalo, Rey de Reyes y Triplemanía.

## Historia
La primera Guerra de Titanes se llevó a cabo el 13 de diciembre de 1997 y fue mostrado en Pay-Per-View (PPV), aunque más tarde se mostraría como programas especiales de televisión en lugar de PPV. Desde 1997, Guerra de Titanes ha sido el "fin de año", espectáculo de la AAA. Todas las Guerra de Titanes espectáculos se han celebrado en México, con la mayoría de los eventos (seis) que se celebra en Madero, Tamaulipas. La Guerra de Titanes 2004 evento tiene el récord de la multitud más grande, con 18.500 espectadores. Como ya es tradición en la AAA los eventos más importantes a los luchadores compiten dentro de un ring de lucha libre hexagonal y no el ring de cuatro lados que la promoción utiliza para la televisión.
A partir de 2008 Guerra de Titanes ha sido testigo de nueve partidos Luchas De Apuestas, en la nueve personas que tengan su cabeza rapada, como resultado de la pérdida (El Picudo, Heavy Metal, Flores de Mayo, Polvo de Estrellas, Sangre Chicana, Brazo de Plata, Escorpio, Jr ., El Brazo y Faby Apache) y el luchador de un ser desenmascarado (Jaque Mate). Guerra de Titanes ha sido testigo de cinco defensas exitosas del título y once cambios de título en los últimos años. En 2003, el evento contó con la "etiqueta de Televisa torneo por equipos", el único año en que se llevó a cabo.

## Fechas y lugares
| Evento                             | Fecha                   | Estadio                        | Lugar                                  | Evento principal                                                                                              |
| ---------------------------------- | ----------------------- | ------------------------------ | -------------------------------------- | --- |
| Guerra de Titanes (1997)           | 13 de diciembre de 1997 | Madero, México                 | Centro de convenciones                 | |
| Guerra de Titanes (1998)           | 13 de diciembre de 1998 | Chihuahua México               | Gimnasio Aguirre                       | |
| Guerra de Titanes (1999)           | 10 de diciembre de 1999 | Madero México                  | Centro de convenciones                 | |
| Guerra de Titanes (2000)           | 8 de diciembre de 2000  | Madero, México                 | Centro de convenciones                 | |
| Guerra de Titanes (2001)           | 23 de noviembre de 2001 | Ciudad de México               | Plaza de Toros                         | |
| Guerra de Titanes (2002)           | 15 de noviembre de 2002 | Veracruz, México               | Parque de Béisbol Beto Ávila           | |
| Guerra de Titanes (2003)           | 30 de noviembre de 2003 | Naucalpan, México              | El toreo                               | |
| Guerra de Titanes (2004)           | 5 de diciembre de 2004  | Naucalpan, México              | El toreo                               | |
| Guerra de Titanes (2005)           | 10 de diciembre de 2005 | Guadalajara, México            | Plaza de Toros Nuevo Progreso          | |
| Guerra de Titanes (2006)           | 8 de diciembre de 2006  | Madero, México                 | Centro de convenciones                 | |
| Guerra de Titanes (2007)           | 20 de noviembre de 2007 | Madero, México                 | Centro de convenciones                 | |
| Guerra de Titanes (2008)           | 6 de diciembre de 2008  | Orizaba, México                | Plaza de Toros “La Concordia”          | |
| Guerra de Titanes (2009)           | 11 de diciembre de 2009 | Ciudad Madero, Tamps.          | Centro de Convenciones                 | |
| Guerra de Titanes (2010)           | 5 de diciembre de 2010  | Zapopan, Jalisco               | Auditorio Benito Juárez                | |
| Guerra de Titanes (2011)           | 16 de diciembre de 2011 | Puebla de Zaragoza, Puebla     | Estadio Hermanos Serdán                | Dr. Wagner Jr. vs. L.A. Park                                                                                  |
| Guerra de Titanes (2012)           | 2 de diciembre de 2012  | Zapopan, Jalisco               | Auditorio Benito Juárez                | Chessman vs. Cibernético vs. Dr. Wagner Jr. vs. L.A. Park vs. El Hijo del Perro Aguayo vs. Vampiro            |
| Guerra de Titanes (2013)           | 8 de diciembre de 2013  | Tepic, Nayarit                 | Auditorio de la Gente                  | Daga, Jeff Jarrett, La Parka Negra y Psicosis vs. Cibernético, El Hijo del Perro Aguayo, El Mesías y La Parka |
| Guerra de Titanes (2014)           | 7 de diciembre de 2014  | Zapopan, Jalisco               | Auditorio Benito Juárez                | El Texano Jr. vs. El Patrón Alberto                                                                           |
| Guerra de Titanes (2016)           | 22 de enero de 2016     | Ciudad de México               | Gimnasio Olímpico Juan de la Barrera   | El Mesías y El Texano Jr. vs. Dr. Wagner Jr. y Psycho Clown                                                   |
| Guerra de Titanes (2017)           | 20 de enero de 2017     | Ciudad de México               | Gimnasio Olímpico Juan de la Barrera   | Johnny Mundo vs. Pentagón Jr.                                                                                 |
| Guerra de Titanes (2018) (Parte 1) | 26 de enero de 2018     | Ciudad de México               | Gimnasio Olímpico Juan de la Barrera   | El Hijo del Fantasma vs. El Texano Jr.                                                                        |
| Guerra de Titanes (2018) (Parte 2) | 2 de diciembre de 2018  | Aguascalientes, Aguascalientes | Palenque de la Feria                   | Psycho Clown y Rey Wagner vs. Blue Demon Jr. y Killer Kross                                                   |
| Guerra de Titanes (2019)           | 14 de diciembre de 2019 | Ciudad Madero, Tamaulipas      | Domo Madero                            | Drago, Psycho Clown y Rey Wagner vs. Blue Demon Jr., Rey Escorpión y Rush "El Toro Blanco"                    |
| Guerra de Titanes (2023)           | 19 de noviembre de 2023 | Ciudad Juárez, Chihuahua       | Gimnasio Municipal "Josue Neri Santos" | El Hijo del Vikingo vs. Dralístico                                                                            |
| Guerra de Titanes (2024)           | 10 de noviembre de 2024 | Ciudad Juárez, Chihuahua       | Gimnasio Municipal "Josue Neri Santos" | |